# Miguel Leão
Miguel Leão är en kommun i Brasilien.   Den ligger i delstaten Piauí, i den östra delen av landet, 1 300 km nordost om huvudstaden Brasília. Antalet invånare är 1 253.
Omgivningarna runt Miguel Leão är huvudsakligen savann. Runt Miguel Leão är det ganska glesbefolkat, med 43 invånare per kvadratkilometer.